# День тестера

Фото "першої помилки комп'ютера"

День тестувальника — професійний день тестувальників, що святкується 9 вересня.

## Історія
За легендою, 9 вересня 1947 — це день, коли вперше було виявлено фактичний випадок помилки в комп'ютері. 9 вересня 1947 року при виникненні проблем з машиною, виявилося, що в електромагнітне реле залетіла міль. Оператори видалили метелика і причепили його до журналу. записавши: «First actual case of bug being found» (укр. Перший випадок в практиці, коли був виявлений жук). Цей цікавий факт поклав початок використанню слова «баг» у значенні «помилка». В результаті процес виявлення і усунення причин збою в роботі комп'ютера отримав назву debugging (дебагінг, «налагодження», дослівно: позбавлення від жуків).